# Alunișul (okręg Bistrița-Năsăud)
Alunișul – wieś w Rumunii, w okręgu Bistrița-Năsăud, w gminie Zagra. W 2011 roku liczyła 256 mieszkańców.